# Johnny-serien
Johnny-serien är en bokserie skriven av Terry Pratchett. Den innefattar följande böcker:
- Bara du kan rädda mänskligheten
- Johnny och döden
- Johnny och bomben